# Сражение при Томаи
Сражение при Томаи — битва между британскими войсками под командованием генерала Джеральда Грэма и махдистскими повстанцами во главе с Османом Диньей, произошедшая 13 марта 1884 года недалеко от порта Суакин.
Несмотря на победу при Эль-Теб, Грэм понимал, что силы Диньи были ещё далеко не разгромлены, и махдисты пользовались широкой поддержкой среди местного населения. Соответственно, вторая экспедиция вышла из Суакин 10 марта для того, чтобы разбить махдистов окончательно.
Британская армия состояла из тех же единиц, что сражались при Эль-Теб: 4500 солдат, 22 пушки и 6 пулемётов. У махдистов было около 10 000 человек, большинство из них принадлежали к племени Османа Диньи Хадендоа (известного среди британских солдат как «Fuzzy Wuzzies» за своеобразные причёски).

## Битва

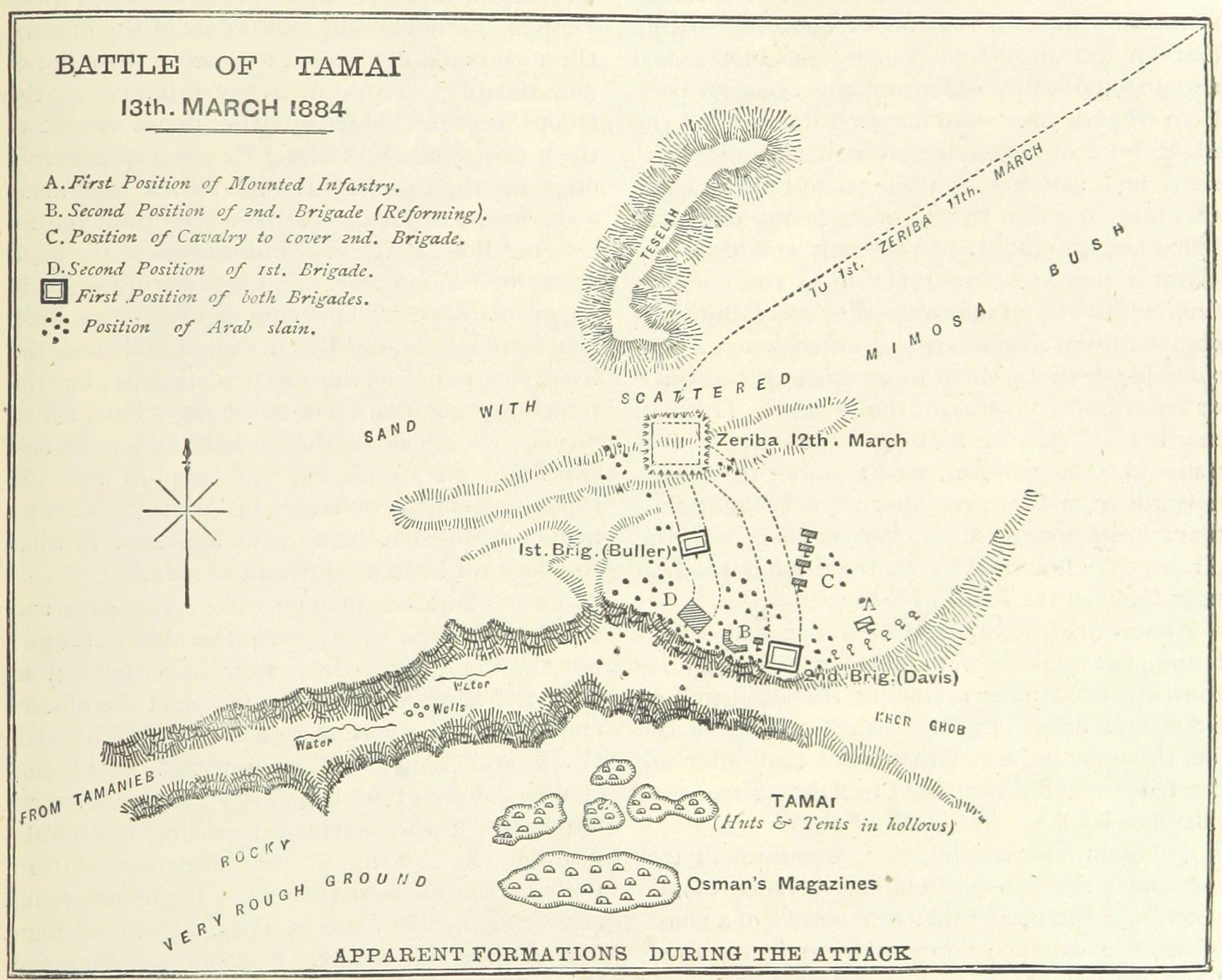
Карта битвы при Томаи

В ночь на 12 марта британцы разбили лагерь недалеко от позиций Османа Динья. Около 1 часа ночи рассвета махдистские стрелки приблизились к лагерю и открыли огонь, но их стрельба была неточной.
На рассвете британская артиллерия отбросила махдистских стрелков от лагеря. Пехота (в том числе батальон полка «Чёрная стража») сформировала два каре, каждый размером в бригаду. Первым командовал полковник Дэвис, вторым — полковник Буллер. Разведка обнаружила, что основная часть сил махдистов находится в засаде в соседнем ущелье, после чего генерал Грэм приказал «Чёрной страже» атаковать позиции повстанцев. При приближении британцев махдисты бросились в яростную атаку.
Шотландцы оказались под сильным натиском суданцев. Поле боя было залито кровью. В итоге «Черная стража» сумела оттеснить повстанцев и занять равнину.
Оказавшись в опасности быть окружёнными, британские части впали в хаос, но были быстро переформированы. Махдистское наступление было остановлено ружейными залпами второго каре (Буллера). Мощный фланговый огонь нанёс огромные потери махдистам, которые были вынуждены отступить.
Британские части Дэвиса возобновили своё наступление, атаковав отступавших махдистов и причинив им существенный ущерб. Лагерь Османа Диньи был захвачен в тот же день, но сам Осман бежал.

## Последствия
Во время битвы британцы понесли наибольшие потери во всей кампании в Судане: 214 солдат были ранены или убиты, десять из них — офицеры. Махдисты также сильно пострадали, потеряв 4000 человек.

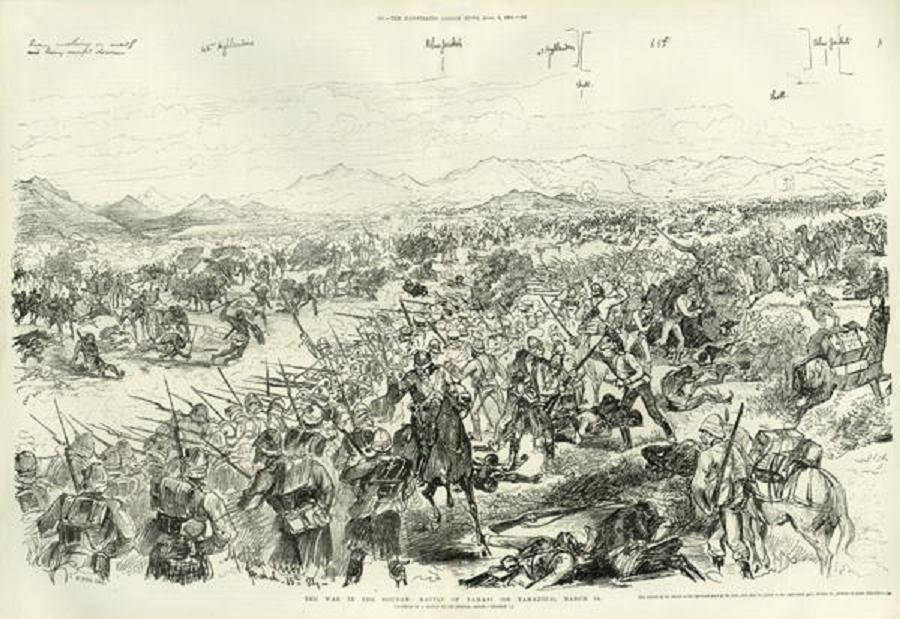
Сражение при Томаи

За проявленную храбрость рядовой Томас Эдвардс и лейтенант Персиваль Марлинг были награждены Крестом Виктории, высшей наградой британской армии.
Британцы надеялись, что это поражение нанесёт серьёзный удар по престижу Диньи, и что он потеряет свою власть над Хадендоа. Однако этого не произошло, и когда войска Грэма покинули Судан, он постепенно восстановил своё влияние. Таким образом, кампания Грэма стала рассматриваться как чисто карательная экспедиция против Судана, ради восстановления британской военной гордости.
Киплинг прославил доблесть махдистов и Османа Диньи в своём стихотворении Фуззи-Вуззи.